# Lesung (Stampftrog)

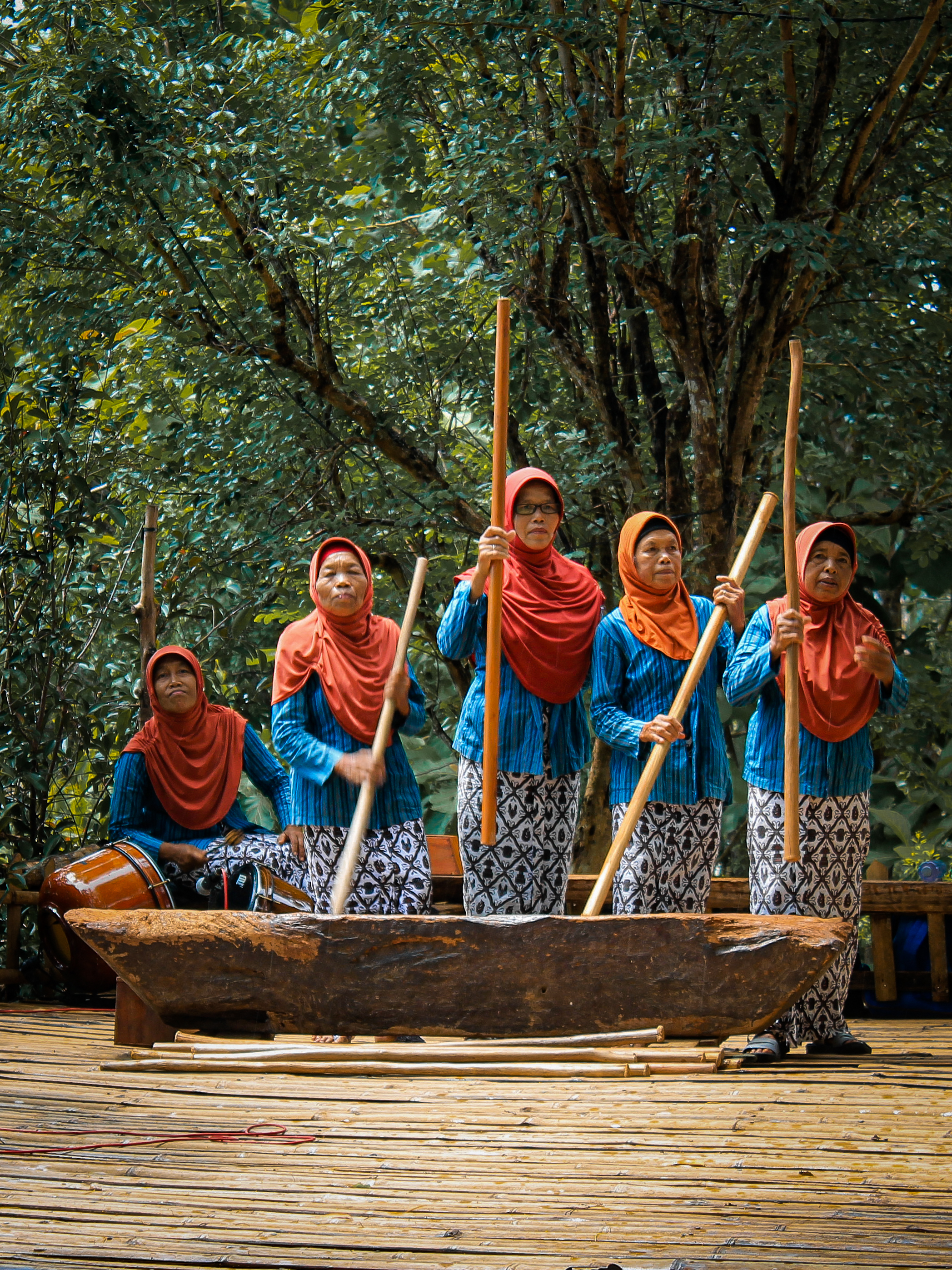
Gejog lesung. Frauen beim musikalischen Stampfen mit einem lesung in der Obstplantage Mangunan bei Yogyakarta auf Java

Lesung (javanisch und indonesisch, „Stampftrog“, „Mörser“), auch sundanesisch lisung, minangkabauisch lasuang, ist ein üblicherweise langer hölzerner Stampftrog aus einem Baumstamm, den Frauen in Indonesien und Malaysia zum traditionellen Dreschen von Reis verwenden, indem sie mit Holzstangen das Getreide im Trog stampfen. Als musikalische Form (lesungan) stampfen sie, auch ohne Reiskörner zu verarbeiten, auf den Boden des Trogs oder schlagen gegen dessen Rand und produzieren eine komplexe rhythmische Struktur von unterschiedlich hoch tönenden Schlägen. Das kollektive Stampfen mit dem lesung ist von einer meist bis zur Mitte des 20. Jahrhunderts alltäglich praktizierten bäuerlichen Tradition, der ein Fruchtbarkeitsritual zugrunde liegt, in eine heute bei bestimmten Anlässen aufgeführte musikalische Unterhaltungsform übergegangen. Auf der Insel Java gehörten lesung zum gamelan ketoprak, mit welchem früher das Tanztheater ketoprak begleitet wurde. Die Stampftrogmusik ist auch von Madura, Bali, Sumatra, Borneo, der Malaiischen Halbinsel und aus anderen Regionen Südostasiens bekannt. Instrumentenkundlich ist der lesung wie die verwandten Schlitztrommeln ein Aufschlagidiophon.

## Herkunft und Verbreitung
Der Ursprung des rhythmischen Ausdrucks ist das Händeklatschen oder Stampfen mit den Füßen von Tänzern oder deren Publikum. Die begrenzten Möglichkeiten, nur mit dem eigenen Körper einen Rhythmus zu erzeugen, werden erweitert, wenn die Tänzer rhythmische Hilfsmittel verwenden, etwa wenn sie beim oberbayrischen Schuhplattler auf ihre Lederhose klatschen, beim südafrikanischen Gummistiefel-Tanz mit Gummistiefeln stampfen und seit prähistorischer Zeit mit an den Beinen umgebundenen Rasseln tanzen. Aus dem Bezirk Bolaang Mongondow der indonesischen Provinz Nordsulawesi erwähnt Walter Kaudern (1927) hohe Holzsandalen mit in einem Hohlraum eingeschlossenen Rasselkörpern, die mehrere Monate von Mädchen nach der rituellen Zahnfeilung getragen werden mussten und bei jedem Schritt ein Geräusch produzierten. Eine technische Variante des Stampfens ist das Tretpedal papa hehi, ein Holzbrett mit einem mittig darunter befestigten Stab, der als Achse dient, auf der das Brett beim Drauftreten nach vorn und hinten auf den Boden geschlagen werden kann. Es produziert einen Rhythmus beim Hula-Tanz auf Hawaii.
Das Stampfen des Rhythmus mit den Füßen lässt sich durch ein Holzbrett, auf das gestampft oder geschlagen wird, akustisch verbessern. Solche Stampfbretter sind aus einigen tropischen Regionen in Afrika und Asien sowie von pazifischen Inseln bekannt. Lauter werden die Schläge, wenn das Brett über ein in den Boden gegrabenes Loch oder einen Graben gelegt wird. Das Loch verstärkt die Resonanz wie bei einer Erdtrommel, bei der eine Membran über ein Erdloch gespannt ist. Ein Tänzer der Modoc, einem Indianervolk in Kalifornien, stampfte bei gewissen Ritualtänzen rhythmisch barfuß auf einem solchen Brett, das über eine quadratische Grube von etwa 60 Zentimetern Seitenlänge gelegt war. Bei den Igbo in Nigeria gehört zu den rhythmisch komplexen Tänzen auch der Nzaukwu nabi, eine besondere Stampfschrittfolge.

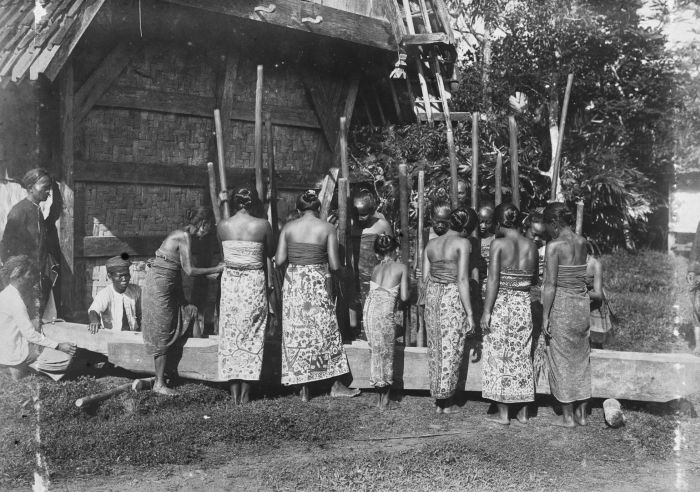
Indonesische Frauen beim Reis dreschen in einem Stampftrog, 1900–1920

In einem weiteren Entwicklungsschritt wird das Fußstampfen an Stampfstöcke (Holzstangen) oder Stampfrohre (Bambusrohre) übertragen, die von einem Musiker einzeln oder paarweise auf den Boden oder auf eine feste Unterlage gestoßen werden. Bei Bambusrohren wie dem auf Hawaii gespielten kāʻekeʻeke entsteht ein von der Rohrlänge abhängiger dumpfer Schlag von bestimmter Tonhöhe. Stampfrohre kommen außer in Ozeanien in Südostasien, Afrika, Südamerika und in der Karibik vor. Eine Sonderform eines Stampfrohrs ist die in der Musik Neuguineas und auf einigen Pazifikinseln vorkommende Wassertrommel (Stampftrommel), die auf eine Wasseroberfläche aufgeschlagen wird.
Bei diesen Typen von Aufschlagidiophonen werden selbstklingende Gegenstände gegen eine nicht klingende Fläche geschlagen. Umgekehrt produzieren Schlagbretter einen Ton, wenn sie mit einem nicht klingenden Gegenstand angeschlagen werden. Das Schlagbrett o le polotu dient auf den Pazifikinseln Samoa und Tonga zur Begleitung von Sologesängen. Die frühen Christen schlugen im Nahen Osten das frei hängende Klangbrett naqus ebenso wie manche heutigen osteuropäischen Mönche das semantron als Aufruf zum Gottesdienst anstelle des Glockengeläuts verwenden.
Einen weiter reichenden und vielseitigeren Klang als Vollholzbretter bringen Schlitztrommeln hervor, die aus einem ausgehöhlten oder zumindest an einer Längsseite mit einem Schlitz versehenen Holzblock bestehen. Die größten Schlitztrommeln sind am Boden liegende Stammabschnitte von mehreren Metern Länge, eine garamut in Neuguinea ist durchschnittlich bis zu zwei Meter lang und die kleinsten Formen werden wie der ostasiatische Holzfisch in der Hand gehalten. Schlitztrommeln haben vor allem in Afrika häufig unterschiedlich breite Seiten und bringen dann zwei Töne hervor.
Die Verwendung von Schlitztrommeln ist seit der Jungsteinzeit nachweisbar. Bei der ältesten Spielweise wurde ein mit einem Einschnitt versehener Baumstamm wie ein flaches Schlagbrett über ein Erdloch gelegt und von Männern mit ihren Füßen getreten (um 1900 am Sepik in Neuguinea mit den Fersen). Ein deutlicher hörbarer und eher einer Trommel entsprechender Klang ergibt sich, wenn eine große, am Boden liegende (seltener stehende) Schlitztrommel mit Stöcken geschlagen wird. Ein besonderes hölzernes Aufschlagidiophon zwischen Schlagbrett und Schlitztrommel ist die Schlagröhre ubar der Aborigines im nordaustralischen Arnhemland, die im Zentrum des gleichnamigen Kults um die Muttergottheit steht. Die ubar ist ein rund zwei Meter langer Baumstamm, der zu einer Röhre ausgehöhlt wurde, auf zwei kurzen Astgabeln dicht über dem Boden liegt und mit Pandanus-Blattstängeln geschlagen wird. Die offene Holzröhre repräsentiert in dieser Fruchtbarkeitszeremonie den Bauch der Muttergottheit. Bei Bambusröhren, von denen manche gespalten sind, fällt die Unterscheidung zwischen Schlagröhre und Schlitztrommel in bestimmten Fällen schwer. Bambusschlagröhren wurden auf einigen Pazifikinseln zur Gesangsbegleitung verwendet.
Mehrheitlich werden Schlitztrommeln in liegender Position mit ein oder zwei Stöcken in den Händen des Spielers außen auf beide Längsseiten geschlagen. In manchen Regionen des Pazifik werden sie stattdessen außen mit einem Stock gestoßen. Eine besondere Spielweise, die mit der rituellen Bedeutung der Instrumente zusammenhängt, ist, mit einer Stange durch den Schlitz gegen die Innenwand zu stoßen, etwa auf der zu Papua-Neuguinea gehörenden Insel Lavongai. Beim dortigen Fruchtbarkeitskult symbolisierte der in die Schlitztrommel (mütterliche Höhle, Bauch der Frau) stoßende Stock den Paarungsakt. Zu den weiteren symbolischen Fruchtbarkeitsbezügen Mond – Wasser – Dunkelheit gehört, dass die Schlitztrommel früher auf den Neuen Hebriden bei Neumond geschlagen wurde. Diese Spielweise der Schlitztrommel kommt derjenigen der lesung technisch und in ihrer Bedeutung als Fruchtbarkeitsritual am nächsten. Eingeschränkt zuverlässigen Reiseberichten zufolge sollen auf Neuguinea auch Stangen in die Öffnung der Schlitztrommel gesteckt und an der Wand entlang gerieben worden sein, um einen dumpfen dröhnenden Klang zu erzeugen. Einen anhaltenden Klang von bestimmter Tonhöhe produzierte jedoch nur das auf Neuirland vorkommende sakrale Reibholz lounuat.
Zu den ethnographischen Objekten in der Sammlung der Naturforscher Paul und Fritz Sarasin von deren Reise in den Jahren 1893 bis 1896 gehört ein aus Dumoga Besar (westlich Kotamobagu) in Nordsulawesi stammender Reisstampfer. Dieser besteht aus einem 177 Zentimeter langen, dünnen Stock mit einem überwiegend runden Querschnitt. Das obere quadratische Drittel des Stocks enthält zwei längliche Aussparungen, in denen jeweils ein hölzerner, frei schwingender Klöppel eingepasst ist. Beim Stampfen bewegen sich die Klöppel auf und nieder und verursachen dadurch ein klapperndes Geräusch. Die Ethnographen der Sammlung, Adolf Bernhard Meyer und Otto Richter, vermuteten 1903 eine praktische Funktion dieser Vorrichtung (rhythmische Unterhaltung nebenbei für die Arbeiter oder akustisches Signal an den Aufseher, dass gearbeitet wird) und verwiesen zugleich als Parallele auf den zeremoniellen Einsatz eines speziellen rhythmischen Stampfgerätes bei der Reisaussaat auf der philippinischen Insel Mindanao. Des Weiteren werden in diesem Sammlungsbericht ein ähnlicher, 1884 erwähnter Lärmerzeuger aus Halmahera und andere Reisstampfer in Form eines dünnen Mittelteils und langen Kolben an beiden Enden aus Zentralsulawesi, Borneo, Java und anderen indonesischen Inseln aufgeführt.
Auf Java heißen der Stampftrog auf Javanisch wie auf Malaysisch lesung und der Stampfstock alu, der sundanesische Name im Westen der Insel für einen Trog ist lisung und für einen kleineren Mörser (zum Schälen der Reiskörner) jubleg. Die Minangkabau in Westsumatra nennen den Trog lasuang und in Südsumatra ist regional auch der Name cintuk bekannt. Weitere Namen in Regionalsprachen sind (ale) tunjang in Aceh im Norden Sumatras sowie in Zentraljava gejog lesung in Yogyakarta und kothekan lesung in Blora. In der Provinz Westkalimantan auf Borneo heißt die Stampftrogmusik alu galing, in der Provinz Nusa Tenggara Barat kareku kandei oder kareku necu. Ein anderes indonesisches Wort für „Stampftrog/Mörser“ ist lumpang.

## Verwendung und Spielweise

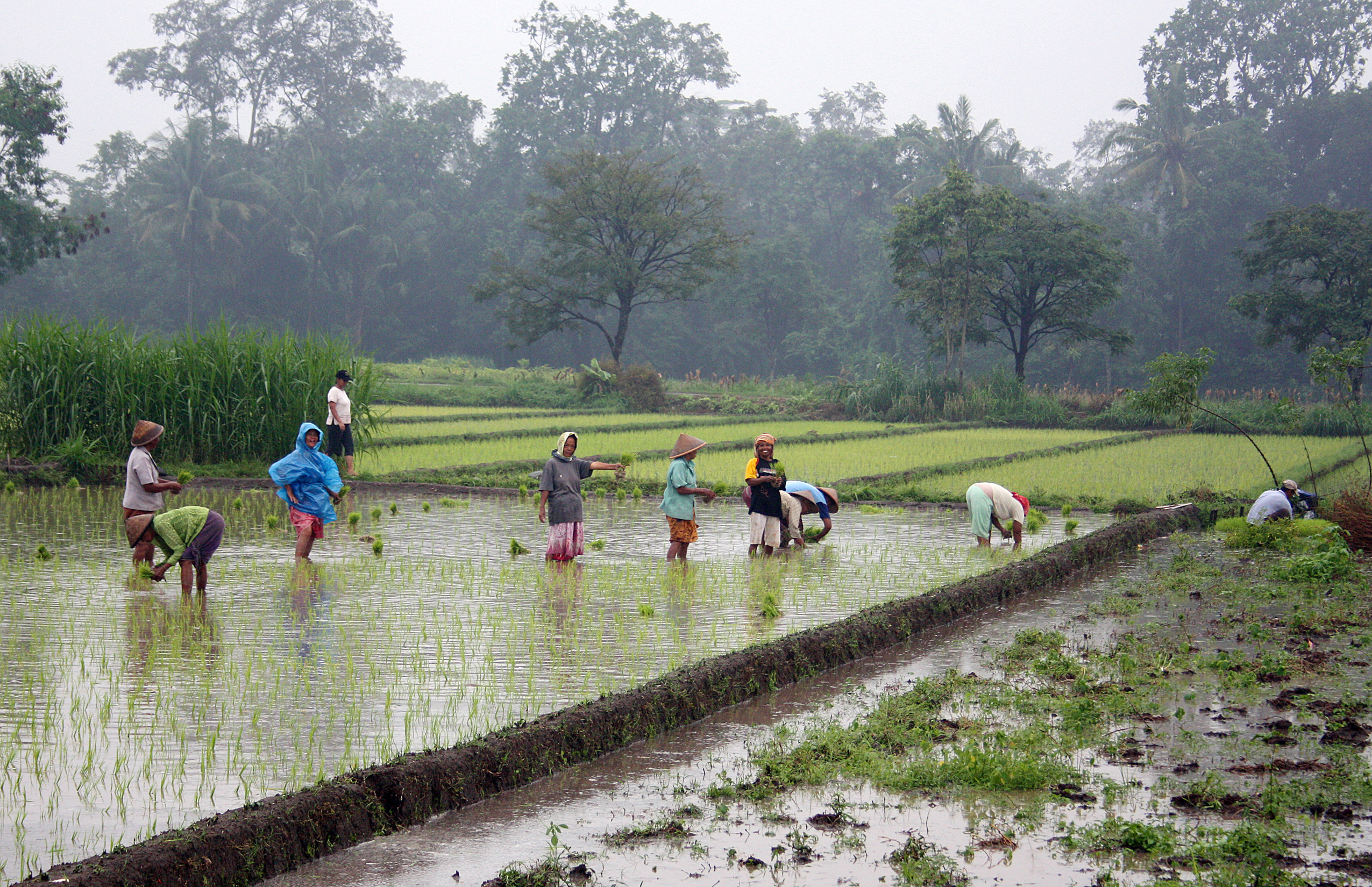
Javanische Frauen beim Aussetzen der jungen Reispflanzen bei Yogyakarta

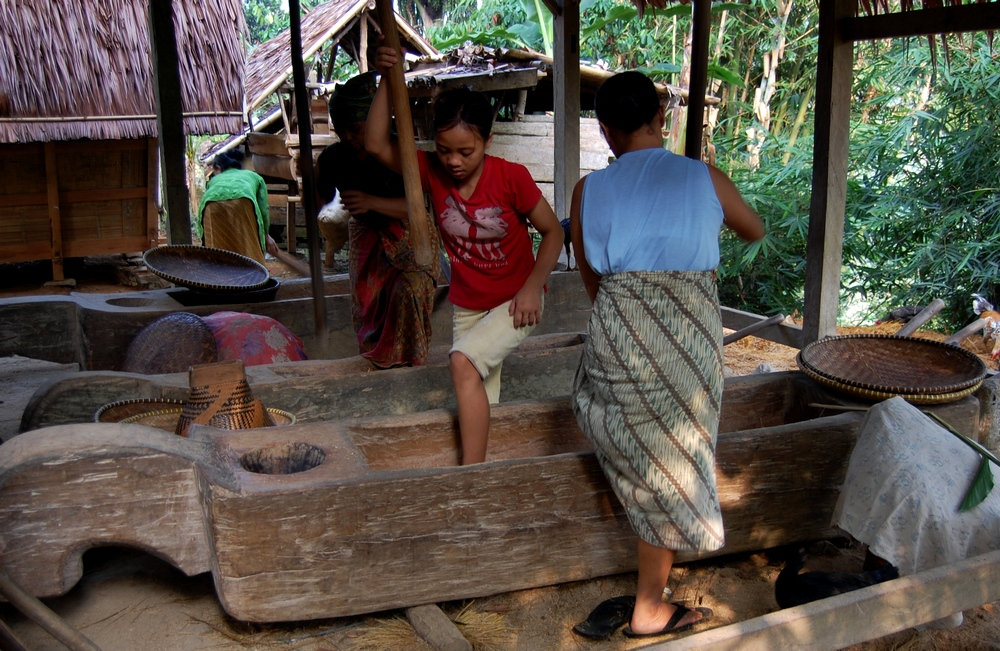
Reisstampfen (menumbuk padi) mit dem lesung im Dorf Kasepuhan bei Pelabuhan Ratu, Westjava 2008

Der Stampftrog ist ein traditionelles bäuerliches Arbeitsgerät zum Dreschen, um nach der Ernte von der Reispflanze (indonesisch padi) die Spreu von den Reiskörnern (beras) zu trennen. Er besteht aus einem wannenförmig ausgehöhlten Baumstamm, dessen Enden gerade abgeschnitten, gerundet oder bootsförmig spitz sind. Ein typischer Trog ist zwei bis drei Meter lang und bis zu einem Meter breit. Verwendet wird für den Trog der Stamm vom Jackfruchtbaum oder das Holz eines anderen Baums, das beim Anschlagen einen klaren Ton hervorbringt; der hölzerne Stampfer (alu) kann unterschiedlich lang und stark sein. Im zentraljavanischen Regierungsbezirk Banyumas wird Margaret Kartomi (1973) zufolge ein über zwei Meter langer Stampfer mit zehn Zentimeter Durchmesser aus dem Stamm (rujung) der Kokospalme verwendet, an einigen Stampfstöcken sind schwere Köpfe aus Teakholz befestigt. Um die Resonanz zu verbessern, liegt der Trog auf zwei Querhölzern.
Reis ist das Hauptnahrungsmittel in Indonesien. Frauen bewältigen etwa die Hälfte aller mit dem Reisanbau zusammenhängenden Arbeiten, sie sind traditionell vor allem für die Aussaat und das Umsetzen der Setzlinge in das Reisfeld (nandur pari) zuständig. An der Ernte beteiligen sie sich und sie führen einige Arbeitsschritte nach der Ernte bis hin zur Einlagerung des fertigen Reises aus. Nach der Ernte wird der Reis getrocknet (memeh oder ngepeh pari). Wenn das Korn mit dem Stampfstock gedroschen ist (menutu), kommt der Inhalt des Trogs in eine flache Bambusschale und wird in dieser solange im Wind geschüttelt, bis die leichtere Spreu verflogen ist. Viele Stampftröge besitzen an den Enden kleine runde Mulden. Dorthin werden die noch ungeschälten Reiskörner umgefüllt, wo durch Rühren mit den Stampfstock im Kreis von den gegeneinander reibenden Körnern die dünne Hautschicht entfernt wird und der „geschliffene“ weiße Reis übrigbleibt.
Das traditionelle Reisdreschen oder -stampfen (javanisch nutu pari; indonesisch menumbuk padi, von tumbuk, „Gestampftes“) mit dem lesung gehörte früher zu den alltäglichen Tätigkeiten der Frauen in den Dörfern. Ab dem Zweiten Weltkrieg übernahmen Dreschmaschinen allmählich diese Arbeit und der lesung wird heute überwiegend nur noch zur musikalischen Unterhaltung als kulturelle Tradition bei besonderen Anlässen verwendet. Mindestens drei erwachsene Frauen (häufig fünf oder sechs Frauen) stoßen mit einer Stange gegen die Innenseiten oder den Boden des Stampftrogs oder schlagen gegen dessen Kante. Dadurch entstehen wie bei einer Schlitztrommel laute harte, unterschiedlich hoch klingende Schläge, die sich zu komplexen verzahnten Rhythmen überlagern. Auf Java werden drei Schlagstärken unterschieden: leicht (èntèng), mittel (sedeng) und stark (anteb). Die Schläge sind von unbestimmter Tonhöhe, im Unterschied zu Xylophonen wie dem gambang kayu (vgl. Gangsa).

### Sunda-Region
Sunda bildet eine eigenständige Kulturregion im westjavanischen Bergland, zu welcher die verfeinerten ruhigen Musikstile kacapi-suling (Brettzither kacapi und Flöte suling) und die in einer Reiserntedankzeremonie gespielte Streichlaute tarawangsa gehören. Die Traditionen und Glaubensvorstellungen der Sundanesen (und der Javaner) reichen in die hindu-javanische Periode (bis zum 15. Jahrhundert) und teilweise in eine noch ältere Zeit (im 1. Jahrtausend) zurück. Vorhinduistisch ist etwa die Verehrung von Reisgottheiten und Ahnengeistern auf dem Land.
Die Stampftrogmusik wird in der Region Sunda in manchen mondhellen Nächten nach der Erntezeit, anlässlich von Beschneidungszeremonien und stets bei einer Mondfinsternis aufgeführt, bei letztgenanntem Anlass, um den Dämon zu vertreiben, der die Sonne zu verschlingen droht. Der Stampfrhythmus heißt kotekan, in anderen Regionen auch gejongan, bendrong und gendong. Das Wort kotekan bezeichnet eine polyrhythmische, „verzahnte“ (englisch interlocking) Folge von Schlägen, die ansonsten für das balinesische gamelan charakteristisch sind. Jede der beteiligten Frauen schlägt oder stößt an einer bestimmten Stelle mit einer festgelegten Schlagfolge auf den lesung, sodass sich mehrere zu einem rhythmischen Muster überlagern. Die Stampfstockspielweise sollte früher von der harten Drescharbeit ablenken und hatte eine magische und mit Trance verbundene Bedeutung. Heute ist es eine beliebte Unterhaltungsform in den Dörfern, die strukturell – durch die vorstellbar hypnotisierende Wirkung des Stampfrhythmus – noch an alte Trancerituale erinnert.
Die im Kraton gepflegte höfische Musik (gamelan) steht in einem Jahrhunderte alten Austausch mit der dörflichen Volksmusik. Gamelan und Stampftrogmusik sind durch ausgefeilte Rhythmusmuster charakterisiert. In beiden musikalischen Formen werden bestimmte Schlagfolgen doppelt so schnell wie andere gespielt. Die schnellen Tonfolgen werden mit leichten Schlägen mit der Seite des Stocks gegen die Trogkante ausgeführt, die langsamen Töne entstehen durch schweres Stampfen auf den Boden des Trogs. Die schnellen Töne klingen durchschnittlich höher und leiser als die langsameren. Es gibt wie beim gamelan mehr oder weniger komplexe Kompositionen mit Titeln, deren Tonalität sich einem gamelan-Typus zuordnen lässt. So wurden etwa für die Komposition Bluluk Tiba die drei Töne e1–cis1–h festgestellt, die zur fünfstufigen Skala Slendro passen.
Der lisung ist ein Symbol für die im Zusammenhang mit der Produktion von Reis starke Rolle der Frau, die sich umgekehrt zu der ansonsten von Männern dominierten Gesellschaft verhält und sich im Volksglauben in der aus vorhinduistischer Zeit stammenden obersten Herrscherin und Muttergottheit Sunan Ambu widerspiegelt. Sunan Ambu residiert in der himmlischen Sphäre (kahyangan) des mächtigen Himmelsgottes Hyang und kann als Verkörperung der Reisgöttin Dewi Sri verstanden werden. Nach der sundanesischen kosmologischen Vorstellung besteht die Welt aus den Gegensätzen weich (steht für sakral, jenseitige Sphäre) und rau (profan, physische Welt). Dieser Dualismus prägt auch das Verhältnis des Menschen zu seiner Umwelt, die als freundlich oder bedrohlich eingestuft wird. Nach einem psychoanalytischen Deutungsversuch verkörpert die Frau bei der Tätigkeit mit dem Gegensatzpaar lisung–alu die göttliche Mutter, die sich um die Grundbedürfnisse des Lebens sorgt. Zugleich steht sie durch die Arbeit mit dem männlichen Symbol alu am Ursprung der Sundanesen, die von einem männlichen Schöpfergott geschaffen wurden. Zwangsläufig folgt hier der Verweis auf die frühere hinduistische Yoni–Linga-Verehrung, von der einige steinerne Reste an ehemaligen Tempeln im Sunda-Gebiet zeugen. Im kollektiven Unbewussten entspricht demnach der lisung der mütterlichen Yoni.
In einer Untersuchung über indonesische Schlitztrommeln stellt Alfred Steinmann (1938) fest, dass die auf Java, Bali und Lombok vorkommenden anthropomorphen Instrumente als menschliche Körper aufgefasst wurden, ursprünglich als weiblich, in einer Übergangszeit als doppelgeschlechtlich, später als männlich und in ihrer wesentlichen Bedeutung in Beziehung zum Ahnenkult standen. Curt Sachs (1940) zufolge, der einige Rituale von Frauen im Zusammenhang mit Reis und Mörsern in Südostasien aufzählt, hielten Einheimische im Osten Neuguineas den Steintrog zum Reisstampfen für eine Vulva und das Pistill für den Penis eines Geistes. Sachs hält dies für eine in Asien und Afrika allgemein verbreitete Symbolik des Stampftrogs und ferner der Schlitztrommel. Demgegenüber erklärt Hans Fischer (1958) mit Bezug auf Schlitztrommeln von den Neuen Hebriden, dass der Schlitz den Mund darstelle und widerspricht Sachs’ Ansicht: „Überhaupt ist der Satz ‚...im Schlitz sieht der Ozeanier die Vulva...‘ nirgends zu belegen, das gilt auch für die Bestimmung des Stößels als phallisch.“

### Provinz Banten
Obwohl die mit der Stampftrogmusik verbundene kultische Tradition bis in die vorislamische Zeit zurückreicht, gehört sie in der westjavanischen Provinz Banten speziell zur Kultur strenggläubiger Musliminnen. Für die mit einem Hidschāb anstelle des Brusttuchs kemban verhüllten Frauen vor allem in der dortigen Stadt Cilegon besitzt die bendrong lesung genannte Tradition eine identitätsstiftende Bedeutung für die Dorfgemeinschaft, sie wird als ein Ausdruck persönlicher Frömmigkeit und Teil der islamischen Kultur verstanden. Die Frauen führen bendrong lesung bei Hochzeiten, Beschneidungszeremonien und anderen Familienfeiern auf.
Bis zum 19. Jahrhundert war der Hidschāb auf die streng-muslimischen Gebiete in Nordsumatra (Aceh) und Westsumatra konzentriert. Dass Frauen den Hidschāb in javanischen Städten tragen, ist ein junges Phänomen, das Anfang der 1980er Jahre als Protest einer strenggläubigen Minderheit gegen die Regierung begann. In den 1990er Jahren wurde das Verbot des Hidschāb etwa an Schulen aufgehoben und Hidschāb-Trägerinnen waren nun überall in der Öffentlichkeit zu sehen. Seit der Jahrtausendwende breitet sich diese Verhüllung durch die Globalisierung der Glaubensvorschriften der arabischen Länder in den muslimischen Regionen Indonesiens stark aus. Der Hidschāb repräsentiert die individuelle Frömmigkeit, die zusammen mit der bendrung lesung-Tradition zum Wohl der Familie und der Dorfgemeinschaft sein soll.
Die Baduy sind eine kleine Ethnie von wenigen tausend Menschen, die in einer entlegenen Region im Süden von Banten leben und als Nachfahren der ältesten Bewohner gelten. Der innere Teil von ihnen schottet sich gegen sämtliche zivilisatorischen Einflüsse ab. Eine Siedlung der Baduy ist gemäß einer symbolischen Ordnung entlang einer Hauptachse strukturiert, die nach Süden in Richtung einer der heiligen Orte der traditionellen Religion (Sunda Wiwitan) zeigt. Dort wird die oberste Gottheit (sanghyang), der Geist des Ahnen (wongatua) lokalisiert. Drei Siedlungen gehören zum Kreis der inneren Baduy. Sie bestehen aus dicht nebeneinander entlang der Hauptachse stehenden Häusern (imah), Reisspeichern (leuit), dem öffentlichen Reisdreschplatz (lisung lembur oder lisung kampung) und einem Versammlungshaus (bale kampuunanan). Die beiden letztgenannten liegen im Norden der Siedlung, Stampftröge befinden sich im Osten des Dreschplatzes. Die Musikinstrumente der Baduy, darunter die Brettzither kacapi, die Streichlaute tarawangsa, die Bambusflöte suling und eine Variante der Bambusrassel angklung, gehören zur sundanesischen Musik ihrer Umgebung. Ebenso pflegen sie das gendék genannte zeremonielle Spiel des lesung. Acht bis zehn Frauen machen Musik mit Stangen (halu) und einem sieben bis acht Meter langen Stampftrog.

### Zentral- und Ostjava

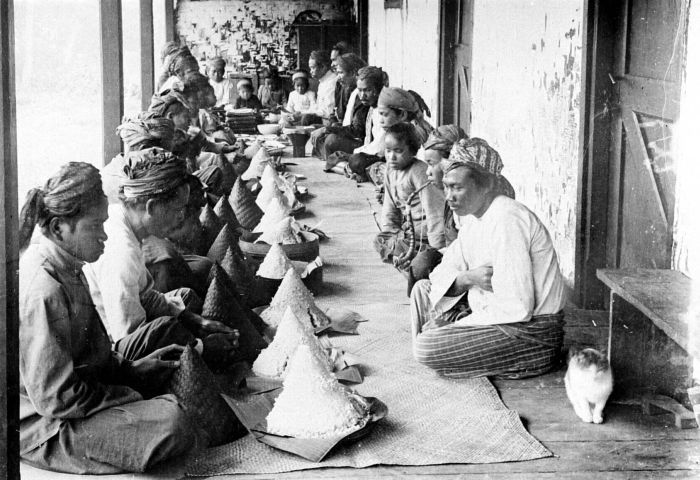
Ein kollektives Mahl (slametan) als Teil der bersih desa-Zeremonie. In der Mitte Reiskegel (tumpang). Cibodas, Westjava, 1907

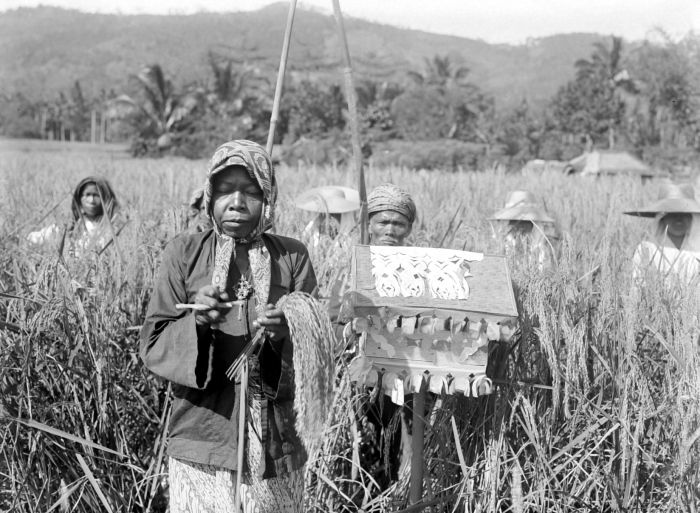
Frauen opfern während der Reisernte an einem kleinen Schrein für die Reisgöttin Dewi Sri. Zentraljava, um 1930

Anders als im westjavanischen Banten ist im ostjavanischen Regierungsbezirk Blora einer Untersuchung von 2014 im Dorf Ledok zufolge die dörfliche lesung-Musik kein allgemeines gesellschaftliches Ereignis mehr, sondern wird nur noch von einer abnehmenden Zahl von Frauen im Rentenalter praktiziert. Anlässe sind ein Willkommensgruß an besondere Gäste, das jährlich von der Dorfgemeinschaft durchgeführte Reinigungsritual bersih desa, bei dem das Dorf von böswilligen jenseitigen Mächten und gesellschaftlichem Unfrieden befreit werden soll, der nationale Unabhängigkeitstag oder andere besondere Ereignisse. Lesung gehört nicht mehr zu den Aktivitäten des Alltags. Als traditionelle musikalische Unterhaltung steht an erster Stelle karawitan, die klassische Musik des gamelan, gefolgt von Keyboard-Unterhaltungsmusik, genannt organ tunggal („Solo-Orgel“), keroncong (populärer Gesangsstil mit portugiesischen Einflüssen) und tayub (populäres Tanztheater mit alter Tradition und gamelan-Begleitung). Beim Fruchtbarkeitsritual sedekah bumi werden nicht mehr lesung-Musik, sondern barongan-Tanztheater (mit der Barong-Figur) oder Steckenpferd-Tänze (kuda kepang) aufgeführt. Im Dorf Ledok wurden seit Jahrzehnten mit derselben Anzahl von Teilnehmerinnen (drei bis vier) dieselben lesung-Musikstücke, das heißt Rhythmusmuster ohne Variation, gespielt, weshalb die Aufführungen bei der jüngeren Generation als altmodisch gelten. Die Töne entsprechen der javanischen pentatonischen Skala.
In den Dörfern der Region Yogyakarta besteht eine gejog lesung-Gruppe aus sechs Frauen, die von zehn bis zwölf Tänzerinnen und einer Sängerin ergänzt werden.
Auf Java gehörte lesung früher zur Begleitmusik des Volkstheaters ketoprak (javanisch kethoprak), das anfangs in einem einfachen bäuerlichen Umfeld als Ausdruck gemeinschaftlicher Dankbarkeit nach der Erntezeit veranstaltet wurde. Die ursprünglich von den Darstellern und dem Publikum gesungene und mit Tanzeinlagen angereicherte Erzählung handelte von Themen des Alltags. Weil sie von lesung-Musik begleitet wurde, hieß die Aufführung ketoprak lesung. Als Einsatzsignal und Taktgeber fungiert ein keprak (kleiner hölzerner Schlagkasten, Schlitztrommel), dessen Name vom selben lautmalerischen Wort prak hergeleitet ist.

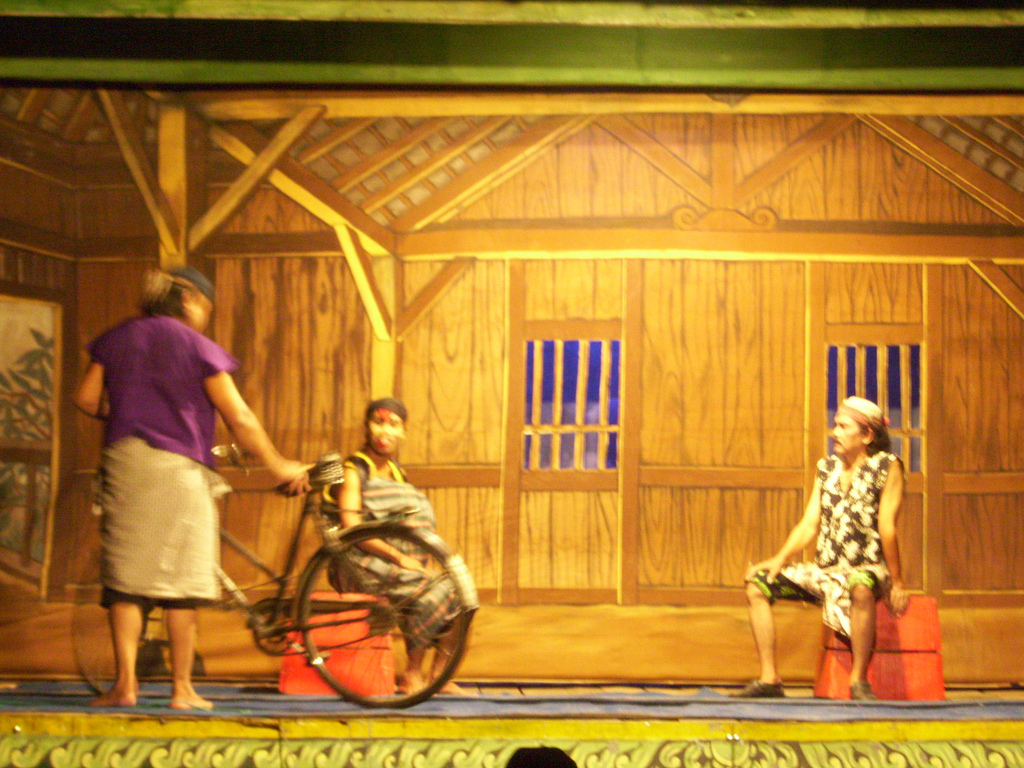
Einfach ausgestattetes Volkstheater ketoprak vor dem gemalten Bühnenprospekt einer temporär aufgestellten Bühne des Wandertheaters Ketoprak Tobong Kelana Bakti Budaya in Yogyakarta, 2009

Im Lauf der Zeit erweiterte sich das Themenspektrum, es kamen Geschichten aus der javanischen Volksreligiosität (kejawen), dem mittelalterlichen hinduistischen Reich Majapahit, Geschichten von Helden und Romanzen, einschließlich Kampfszenen (silat), Klamauk (dagelan) und Liedern (tembang) hinzu, die je nach Sujet mit entsprechenden Kostümen ausgestattet werden. So gelangte ketoprak Anfang des 20. Jahrhunderts in Zentraljava auch in andere Bevölkerungsschichten. In Surakarta brachte R.M.T. Wreksadiningrat, ein Beamter am Hof des Regenten Pakubuwono IX von Surakarta, einen lesung in die große Halle des Palastes. Im Jahr 1908, begann er, ketoprak zu einer Theaterform zu entwickeln und Jugendliche zu Tänzern auszubilden. Wreksadiningrat komponierte Stücke für lesung, Trommeln und Flöte. An die Stelle des begleitenden lesung traten später klassische Orchesterbesetzungen (gamelan) und die weitere Entwicklung führte zu für die große Bühne (ketoprak barangan, ketoprak semuwanan und ketoprak tobong), den Rundfunk (ketoprak audio) und das Fernsehen (ketoprak television) produzierten Inszenierungen.
Dreimal im Jahr wird an islamischen Feiertagen in Yogyakarta und Surakarta die Zeremonie garebeg (grebeg) durchgeführt, mit der früher der Sultan seine Fürsorge und Großzügigkeit gegenüber seinem Volk zum Ausdruck brachte und die aus einer farbenfrohen Prozession vom Sultanspalast (kraton) zur großen Moschee und teilweise zu anderen Orten besteht. Dabei werden zu einem Berg (gunungan) aufgetürmte Speisen mitgeführt, bevor die Zuschauer sie verzehren. Bei den Vorbereitungen zur Prozession im Palast spielen sechs Frauen lesung, um die bösen Geister fernzuhalten.
Das Anfang des 20. Jahrhunderts nahezu verschwundene altehrwürdige Bildrollentheater wayang beber erfuhr um die Wende zum 21. Jahrhundert eine Wiederbelebung mit heutigen Alltagsthemen, teilweise mit sozialpolitischem Anspruch, die mittels neu gemalter Bildrollen präsentiert werden. Begleitet wird der Erzähler (dalang), der mit einem Stab auf die Szenen in den Bildrollen zeigt, im modernen wayang beber kota üblicherweise von einem gamelan mit Bambusinstrumenten und einem lesung. Im Stück Lesung Jumengglung („Getreide stampfen“) wird nach der verschwindenden bäuerlichen Lebensweise gefragt und festgestellt, dass durch die mechanisierten Dreschmethoden die Bevölkerung nicht mehr so zusammenkommt wie früher. Außerdem sähe die Jugend keine Perspektive mehr in der Landwirtschaft und wandere in die Städte ab.

### Sumatra

Frauen der Karo-Batak beim Reisstampfen an der Ostküste von Sumatra, um 1900

Bei den Minangkabau in Westsumatra bezeichnet gandang jede Art Trommel (namensverwandt mit kendang), das gesamte Ensemble und die damit gespielten Kompositionen. Entsprechend heißen die Ensembles bei den Toba-Batak auf Sumatra gondang, bei den Karo-Batak gendang und bei den Mandailing gordang. Die lasuang-Musiktradition wird noch in Form des gandang lasuang-Ensembles im Regierungsbezirk Padang Pariaman gepflegt. Zum gandang lasuang-Ensemble gehören ein Stampftrog lasuang, ein talempong jao (kleines Metallophon) und eine Fasstrommel. Der lasuang besitzt häufig sieben Mulden und wird von sieben Frauen mit ihren Stöcken (alu) bedient. Zu einem traditionellen Haus, minangkabauisch rumah gadang („großes Haus“, allgemein indonesisch rumah adat), das mit seinen steil aufragenden Dachgiebeln das architektonische Wahrzeichen der Minangkabau darstellt, gehören mehrere lasuang, die seitlich auf dem Hof liegen und zusammen mit den stets vorhandenen Speicherhäuschen (rangkiang) und einem Tümpel (tabek) im Garten das Gehöft bilden.
In Südsumatra war es für Frauen bis in die 1960er Jahre üblich, nach der Ernte über mehrere Wochen Reis in Stampftrögen zu dreschen. Diese bestanden aus einem rechteckig geformten Stammholz, in das zwei kreisrunde Mulden von etwa 50 Zentimetern Durchmesser eingetieft waren. Um die anstrengende monotone Arbeit zu erleichtern, produzierten sie dabei rhythmische Muster, die lisung oder cintuk („Schläge der Stampfstöcke“) genannt werden. Die Tradition kam später noch als musikalische Darbietung bei bestimmten Anlässen vor. Margaret Kartomi (2012) beschreibt ihre Beobachtungen in den Regierungsbezirken Lahat (Dorf Tanjungsakti, südöstlich Bengkulu) und Ogan Ilir (Dorf Burai, südlich Palembang) bei einem Aufenthalt 1971/1972. Bei einer Hochzeit schlugen vier ältere Frauen cintuk-Rhythmen, während eine weitere Frau eine Melodie auf der Gitarre spielte (gitar tunggal, „Solo-Gitarre“). Die Stücke wurden in den drei üblichen Tempi (irama) vorgetragen:
- palit, langsam („ein wenig berühren“, den Stampfstock leicht umher bewegen). Zwei Frauen spielen abwechselnd den höchsten Ton und die anderen beiden ergänzen nacheinander tiefere Töne.
- madang, mittleres Tempo („ausruhen und nachdenken“)
- siaman jauh, schnell („von fern zu hören“)

Die cintuk-Tradition in Südsumatra war in den 1970er Jahren bereits selten geworden, nicht nur wegen der Einführung maschineller Dreschverfahren, sondern vor allem, weil einige muslimische Führer sie als unislamisches Ritual verurteilten. In früheren Zeiten gehörte cintuk zu den Zeremonialtänzen gandai und kebar junger Frauen. Der gandai tari ist ein Fruchtbarkeitstanz, den unverheiratete Mädchen bei Hochzeiten oder nach einer guten Ernte aufführten.
In der streng-muslimischen Provinz Aceh an der Nordspitze der Insel werden die Musikinstrumente nach einer kulturellen Klassifizierung zunächst in vorislamische, islamisch geeignete und moderne westliche eingeteilt. Auf der zweiten Gliederungsebene wird nach der Tonerzeugung unterschieden. Für die Gruppe der islamischen Instrumente gelten lediglich die Schlaginstrumente (peh) und hiervon ausschließlich Trommeln als angemessen. In der Gruppe der Instrumente aus vorislamischer Zeit stehen bei den Schlaginstrumenten zwei Xylophone (canang kayu), zwei Trommeln (geudumba und geundrang) und der Reisstampftrog (tunjang) mit Stampfstock (alèe). Mit der alèe tunjang-Musik wurden in früherer Zeit in Ritualen Hindu-Götter verehrt, diese Tradition gilt als so alt wie der Reisanbau. Der tunjang ist ein Stampftrog, wie er auch auf dem südostasiatischen Festland vorkommt. Er besteht aus einem senkrecht aufgestellten Stammabschnitt, in dessen Querschnitt eine Mulde eingetieft wurde, und wird von einer Person verwendet. Mehrere Frauen stampften nach der Erntezeit rhythmisch ihren eigenen tunjang. Daraus entstand eine musikalische Aufführung von unverheirateten Mädchen, die früher unter anderem in Zeremonien bei Vollmond der Reisgöttin huldigten.

### Borneo

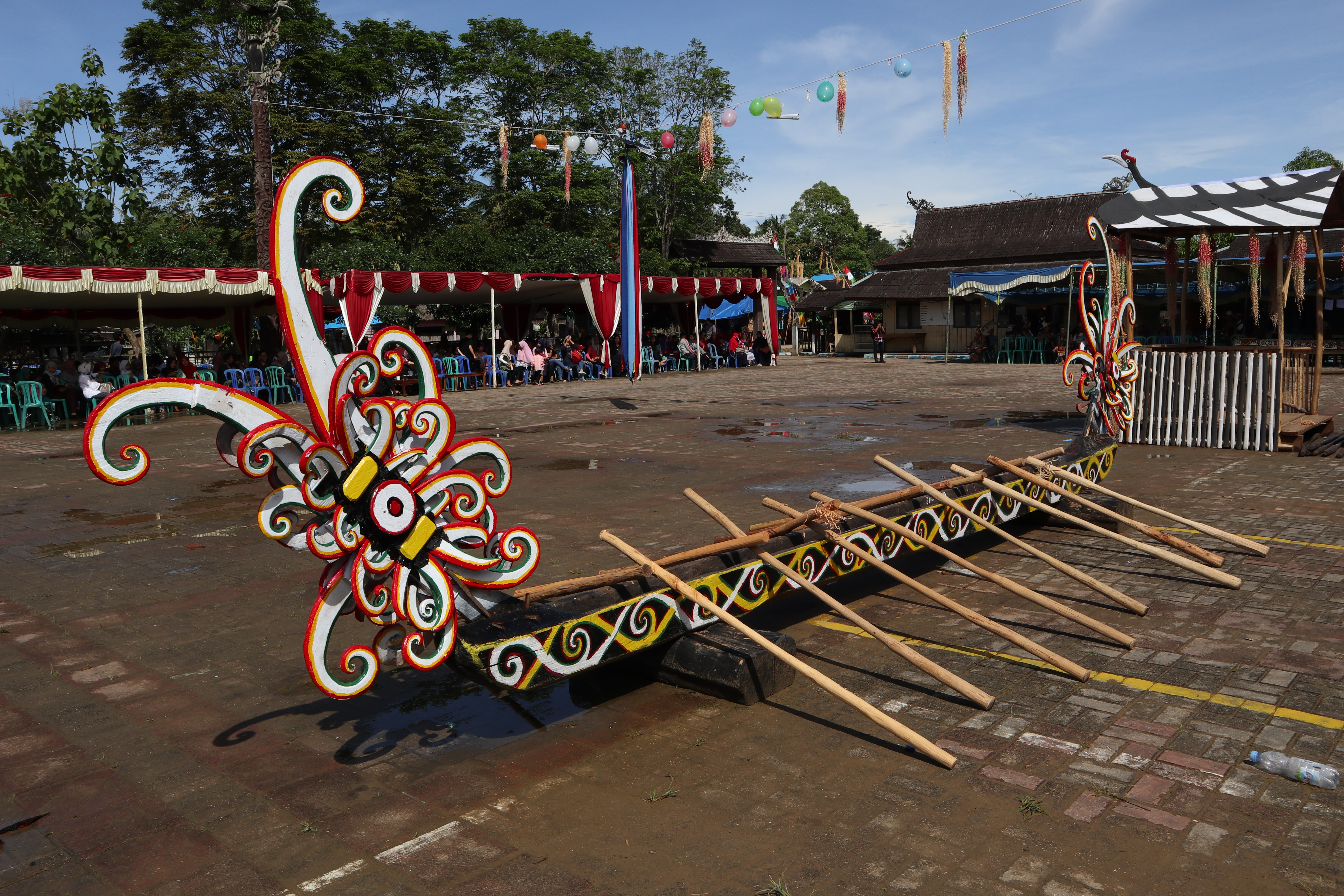
Zeremonieller Stampftrog lesung der Kenyah in der Provinz Ostkalimantan in Form eines Bootes (perahu). Am Erntedankfest (Uman Undrat) führen Frauen in Festtagskleidung Stampfrhythmen vor.

Die Dayak und andere Völker im ostmalaysischen Bundesstaat Sarawak bauen im Wanderfeldbau Bergreis an. Pflanzen, Dreschen und Einlagern von Reis ist überwiegend die Arbeit der Frauen, die auch wesentlich an den Ritualen rund um den Reisanbau beteiligt sind. Bei einem Langhaus (levu larun), das eine lange Reihe einzelner Wohnungen enthält, ist der lesung auf dem Terrassenvorplatz vor einer Wohnung aufgestellt.
Zur Musik im Zusammenhang mit den jahreszeitlichen Zyklen des Reisanbaus gehören mehrere Ensembletypen, darunter „alu und tangbut“ („Stampfstock und Bambusröhren“) und „antan und lesung“ („Stampfstock/Pistill und Mörser“). „Alu und tangbut“ wird von sechs am Boden sitzenden Frauen aufgeführt. Zwei Frauen halten je eine Bambusröhre in der Hand und schlagen sie mit einem dünnen Stab. Eine der Röhren ist kurz (etwa 29 Zentimeter) und produziert einen hohen Ton, die andere ist lang (etwa 85 Zentimeter lang) und produziert einen tiefen Ton. Die vier weiteren Frauen bedienen sechs Stampfstöcke, die zu drei Paaren nebeneinander auf Querhölzern liegen, eine der Frauen sitzt den anderen gegenüber. Sie schlagen die Stampfstockpaare seitlich gegeneinander oder auf die Querhölzer. Dadurch entsteht eine polyrhythmische verzahnte Struktur. Die Stampfstöcke werden auch bei einigen anderen musikalischen Ritualen in Sarawak verwendet.
Beim Dreschen von Reis mit dem Stampfstock (antan oder alu) und dem Mörser (lesung) singen die Frauen in Sarawak häufig Volkslieder. Bei den Kenyah stampfen zwei, drei oder vier Frauen mit einem bestimmten rhythmischen Muster in einem Mörser. Daneben wird in Sarawak und Sabah der Stampftrog besonders abends als Musikinstrument verwendet, wenn drei Frauen an unterschiedlichen Stellen des Trogs Töne von verschiedener Tonhöhe erzeugen. Zwei Frauen stampfen bei den Kayan abwechseln tiefe Töne am Boden, während die dritte Frau ein unabhängiges, hoch tönendes Rhythmusmuster an der oberen Kante erzeugt. Die lesung-Musik wird mit mindestens sechs Frauen und einem Stampftrog auch im Bundesstaat Negeri Sembilan im Süden der Malaiischen Halbinsel aufgeführt.
Ein in seiner gesamten Form wie ein Kanu gestalteter lesung ist eine Weiterentwicklung der Stampftröge mit sich bootsförmig verjüngenden Enden. Die Übergänge von indonesischen Stampftrögen zu manchen melanesischen Schlitztrommeln sind fließend. An der Ostküste Neuguineas gab es bootsförmige, aber selten ausgehöhlte Stämme von zwei bis vier Metern Länge und früher (vor den 1920er Jahren) wurden dort auch echte Kanus als Schlaginstrumente verwendet.
Bei einem zum Stampftrog gehörenden Ritual stehen Männer im Mittelpunkt. Der ngajat lesung ist ein alter Ritualtanz der Iban auf Borneo, der mutmaßlich früher ein Kriegstanz der Männer war. Heute gehört der ngajat lesung zu einer Gruppe von Tänzen (tarian ngajat), die beim Erntedankfest, zur Begrüßung bedeutender Gäste im Langhaus und bei anderen zeremoniellen Anlässen aufgeführt werden. Die männlichen Tänzer stellen zur Begleitung einiger Schlaginstrumente (darunter der langen Sanduhrtrommel ketebong, dem hängenden Buckelgong bandai und dem liegenden Buckelgong canang) mit langen Federn des Nashornvogels (heute synthetische Nachbildungen) auf dem Kopf und mit Schwert und Schild in den Händen gewisse Kampfhandlungen gegen einen imaginierten Feind dar, bis einer der Tänzer einen etwa zehn Kilogramm schweren hölzernen Reismörser mit den Zähnen vom Boden aufnimmt und eine Zeit lang herumträgt. Die begleitenden Tänzerinnen tragen einen glitzernden hohen Kopfputz und zeigen einen anderen Tanzstil mit fließenden Bewegungen. Für den männlichen Iban ist der ngajat lesung eine Demonstration seiner Stärke.